# Wilhelm Marschall
Wilhelm Marschall (30 de setembre de 1886 – 20 de març de 1976) va ser un almirall alemany durant la II Guerra Mundial. Durant la I Guerra Mundial va ser condecorat amb la Pour le Mérite com a comandant de l'U-boat SM UB-105.

## Biografia
Marschall va néixer a Augsburg, al regne de Baviera, el 1886. El 1906 ingressà a la Kaiserliche Marine com a Seekadett. Durant la I Guerra Mundial serví com a oficial de guàrdia a bord del SMS Kronprinz. El 1916 va ser instruït com a comandant de submarí i capitanejà el SM UC-74 i el SM UB-105 a finals de la guerra. Mentre comandava el darrer va ser condecorat amb la Pour le Mérite, la màxima condecoració de l'Imperi Alemany.
Mentre que va estar a la Reichsmarine, Marschall serví principalment com a oficial de camp i en diferents càrrecs d'estat major. A finals de 1934 va ser nomenat comandant del cuirassat de butxaca Admiral Scheer. Com a Konteradmiral el 1936 s'uní al i encapçalà la divisió d'operacions. Durant la Guerra Civil espanyola, Marschall comandà les forces navals alemanyes a les costes espanyoles. Va ser promogut a Admiral i Flottenchef (comandant de flota) el 1939.
Des de l'estiu de 1940 s'encarregà de l'educació naval durant dos anys, encara que durant aquest període també realitzà tasques com a almirall comandant. L'almirall Marschall va estar al mar amb la flota de batalla alemanya durant la darrera etapa de la campanya de Noruega, hissant el seu pavelló a bord del creuer Gneisenau. El 8 de juny de 1940, Marschall i part de la seva flota (el Gneisenau i el Scharnhorst) van caure sobre el portaavions britànic HMS Glorious i dos destructors (Acasta i Ardent) a unes 280 milles a l'oest de Harstad, Noruega, en una acció de dues hores de durada, en la que les 3 naus britàniques van ser enfonsades, a canvi de danys al Scharnhorst. Tot i que la batalla acabà en una victòria alemanya, Marschall havia atacat el Glorious desobeint les ordres d'evitar l'acció. Les diferències de Marschall amb l'Alt Comandament en aquesta qüestió i els danys patits pel Scharnhorst durant el combat van provocar que Marschall fos rellevat com a Flottenchef pel Admiral Günther Lütjens.
El 1942 Marschall va ser nomenat almirall comandant de la França ocupada, substituint el Generaladmiral Alfred Saalwächter com a comandant del Marinegruppenkommando West. L'1 de febrer de 1943 va ser promogut a Generaladmiral, però va ser rellevat com a comandant occidental per l'Admiral Theodor Krancke i donat de baixa aquella primavera.
Durant la resta de la guerra, Marschall tornà a ser donat d'alta en dues ocasions, una com a Sonderbevollmächtigter (agent especial) pel Danubi i l'altra com a comandant del Marineoberkommando West poc abans del final de la guerra. Entre 1945 i 1947 va estar retingut com a presoner de guerra.
Va morir a Mölln, a l'Alemanya Occidental, el 1976.

## Dates de promoció
Fähnrich zur See – 6 d'abril de 1907
 Leutnant zur See – 30 de setembre de 1909
 Oberleutnant zur See – 19 de setembre de 1912
 Kapitänleutnant – 13 de gener de 1917
 Korvettenkapitän – 1 d'agost de 1925
 Fregattenkapitän – 1 d'octubre de 1930
 Kapitän zur See - 1 d'octubre de 1932
 Konteradmiral – 1 d'octubre de 1936
 Vizeadmiral – 1 de novembre de 1938
 Admiral - 1 de desembre de 1939
 Generaladmiral - 1 de febrer de 1943

## Condecoracions
Pour le Mérite (4 de juliol de 1918)
 Creu de Ferro 1914 de 2a Classe
 Creu de Ferro 1914 de 1a Classe
 Creu de Cavaller de l'Orde de la Casa de Hohenzollern amb Espases
  Orde del Mèrit Militar de 4a classe amb Espases (Baviera)
 Orde de la Corona de Ferro de 3a Classe amb Distintiu de Guerra (Àustria)
 Creu del Mèrit Militar de 3a Classe amb Distintiu de Guerra (Àustria)
 Nishan-e-Imtiaz de Plata amb Sabres (Imperi Otomà)
 Medalla Liakat de Plata amb Sabres (Imperi Otomà)
 Estrella de Gal·lípoli (Imperi Otomà)
 Creu d'Honor dels Combatents de 1914-18 amb espases
 Creu d'Or dels 25 anys de servei
 Barra de 1939 Creu de Ferro de 1a Classe – 1914 (9-1939)
 Barra de 1939 Creu de Ferro de 2a Classe – 1914 (9-1939)
 Creu Alemanya d'Or (23 de marc de 1942)
 Insígnia de la Guerra de Submarins
Citat al Wehrmachtbericht (9 de juny de 1940)

### Referència al Wehrmachtbericht
| Data                  | Text original alemany del Wehrmachtbericht | Traducció |
| --------------------- | --- | --- |
| Diumenge, 9 Juny 1940 | Deutsche Seestreitkräfte, darunter die beiden Schlachtschiffe "Gneisenau" und "Scharnhorst", operierten unter Führung des Admirals Marschall zur Entlastung der um Narvik kämpfenden Truppen im Nordmeer. Hierbei wurden am 8. Juni durch eine Kampfgruppe der englische Flugzeugträger "Glorious" (22 500t) und ein feindlicher Zerstörer in Grund geschossen. | Les forces navals alemanyes, entre elles els dos cuirassats Gneisenau i Scharnhorst, operant al mar de Noruega sota el lideratge de l'Admiral Marschall pel relleu de les tropes que combaten a Narvik. La flota ha destruït el portaavions anglès Glorious (22.500 t) i un destructor enemic el 8 de juny |